# ジメチルアミノプロピルアミン
ジメチルアミノプロピルアミン(Dimethylaminopropylamine, DMAPA)は、石鹸、シャンプー、化粧品等の多くの製品に原料として含まれるコカミドプロピルベタイン等の界面活性剤の合成に用いるジアミンである。大手メーカーのBASFは、DMAPA誘導体は目を刺激せず、細かい泡を作るため、シャンプーに適していると主張している。

## 合成と反応
ジメチルアミンとアクリロニトリルのマイケル付加反応でジメチルアミノプロピオニトリルを形成し、次いで水素化することにより、商業的にDMAPAを合成している。
DMAPAは、強力なアルキル化剤であるジメチルアミノプロピル-3-クロリドに容易に変換する。

## 健康影響
ジメチルアミノプロピルアミンは皮膚刺激があることが知られており、コカミドプロピルベタイン中に不純物として含まれることで、刺激を感じる人もいると考えられている。